# 欧洲汇率机制
欧洲汇率机制第二阶段（英語：European Exchange Rate Mechanism II，简称ERM II），是欧洲经济共同体于1999年1月1日随着统一货币欧元的推出而设立的汇率机制，属于欧洲货币体系（EMS）的一部分，目的是减少成员国货币之间的汇率波动，提升货币稳定性，并作为评估未来欧元区成员资格的参考工具。ERM II 替代了早期的ERM I机制，原有的欧洲货币单位（ECU）也随之由欧元取代。
自欧元采纳后，ERM II 政策转变为将非欧元区欧盟成员国的货币与欧元挂钩（以欧元为中心货币），以提高这些货币的稳定性，并作为潜在欧元区成员的评估机制。
截至2025年1月，目前共有两种货币参与 ERM II：丹麦克朗 和 保加利亚列弗。
根据欧盟条约，尚未采纳欧元的成员国（如瑞典、波兰、捷克、匈牙利和罗马尼亚）在满足相应条件后需加入 ERM II，作为加入欧元区的过渡阶段。
2020年7月10日，保加利亚列弗 和 克罗地亚库纳 曾获准加入 ERM II。其中，克罗地亚已于2023年1月1日正式加入欧元区，改用欧元，不再参与 ERM II。

## 意图与运作
欧洲汇率机制（ERM）建立在固定汇率波动区间的概念之上，汇率可在该区间内浮动，属于一种半盯住汇率制度（semi-pegged system）。在引入欧元之前，汇率是以欧洲货币单位（ECU）为基础计算，该单位作为欧洲的记账单位，其价值由参与国货币加权平均决定。
一个被称为“平价网格”（Parity Grid）的双边汇率表，是依据这些以ECU表示的中心汇率计算出来的，货币波动须控制在双边汇率上下各2.25%的范围内（意大利里拉、西班牙比塞塔、葡萄牙埃斯库多和英镑除外，这些货币的波动范围为±6%）。坚定的干预措施与贷款安排保护了参与国货币免受更大幅度的汇率波动。
时任英国财政大臣丹尼斯·希利据称于1979年决定不加入ERM，原因是担心该机制会阻止德国马克升值，从而有利于德国经济，却损害其他国家经济。英国最终于1990年10月在财政大臣约翰·梅杰领导下加入ERM，当时此举获得了商界和媒体的广泛支持，但在两年后的黑色星期三被迫退出。

## 欧盟成员国的历史性汇率制度
下表总结了自1979年3月13日欧洲货币体系及其汇率机制与欧洲货币单位（ECU）开始运作以来，所有欧盟成员国采用的各类汇率制度。欧元于1999年1月1日以1:1的比率在外汇市场上取代了ECU。在1979年至1999年间，德国马克实际上起到了ECU的锚定作用，因此将货币盯住ECU与盯住德国马克并无太大差别。
欧元区于1999年1月1日正式成立，首批成员国为11国。2001年1月1日，希腊成为首个新加入成员国，比欧元正式流通提前一年。此后欧元区的扩展主要来自2004年欧盟扩展后的新成员国，具体为：斯洛文尼亚（2007年）、塞浦路斯（2008年）、马耳他（2008年）、斯洛伐克（2009年）、爱沙尼亚（2011年）、拉脱维亚（2014年）、立陶宛（2015年）。克罗地亚于2013年加入欧盟，并于2023年采用欧元。
所有在1992年《马斯特里赫特条约》签署之后加入欧盟的新成员国，根据入盟条款均有义务采纳欧元。不过，五项欧元汇率趋同标准中的最后一项即汇率稳定标准，要求申请国必须在ERM内保持至少两年时间，且期间货币汇率不得出现“严重波动”，方可符合采用欧元的资格。

### 爱尔兰镑与英镑脱钩
为加入欧洲货币体系，爱尔兰在1979年选择使爱尔兰镑脱离与英镑的固定汇率，因为英国当时决定不参与该机制。（自1922年建国以来，爱尔兰中央银行一直维持爱尔兰镑与英镑的平价。“直到1970年代，由于英国的高通货膨胀威胁到爱尔兰的价格稳定，其他选择方案才被认真考虑。”）

### 英镑被迫退出
英国于1990年10月加入ERM，但在不到两年后，由于英镑遭遇严重投机攻击，被迫退出。1992年9月16日发生的汇率崩溃事件被称为“黑色星期三”。此后，鉴于英国1992年之后的良好经济表现，一些评论人士将其称为“白色星期三”。
由于英国于1990年陷入衰退，一些评论人士（如诺曼·特比特）将ERM讽刺为“永恒衰退机制”（Eternal Recession Mechanism）。英国政府为维持英镑汇率在规定区间内，花费逾60亿英镑，彼时广泛报道称，有争议的匈牙利裔美国人投资者乔治·索罗斯个人盈利10亿英镑，相当于“英国每名男女老少支付超过12英镑”，并称其为“击垮英格兰银行之人”。
英国加入ERM也被认为加剧并延长了当时的衰退，英国退出ERM更被视为一场经济挫败，对约翰·梅杰领导下的英国保守党政府产生了重大影响，成为其在1997年英国大选中败选的重要原因，尽管梅杰政府在“黑色星期三”之后成功实现了经济复苏和显著降低失业率。

### 扩大波动区间
1993年8月，为应对针对法郎及其他货币的投机行为，ERM的波动区间被扩大至15%。

## 历史
1998年12月31日，欧洲货币单位（ECU）与欧元区国家货币之间的汇率被冻结，欧元随即以1:1取代ECU，其价值也由此确定。
1999年，ERM II取代了原有的ERM机制。希腊德拉克马和丹麦克朗最初参与了新机制，希腊于2001年加入欧元区后，丹麦克朗成为当时唯一仍参与ERM II的货币。ERM II内货币允许相对于欧元的中心汇率在±15%区间内浮动。丹麦方面，丹麦国家银行维持丹麦克朗在欧元1 = 7.46038丹麦克朗中心汇率上下±2.25%的更窄波动区间内。
尚未采用欧元的欧盟成员国需至少在ERM II内参与两年以上，方能申请加入欧元区。

### 新加入的欧盟成员国
2004年5月1日，十个新成员国的中央银行正式签署加入《ERM II中央银行协议》。各国货币随后陆续加入ERM II，具体时间由协商决定。
爱沙尼亚克朗、立陶宛立特、斯洛文尼亚托拉尔于2004年6月28日加入ERM II；塞浦路斯镑、拉脱维亚拉特、马耳他里拉于2005年5月2日加入；斯洛伐克克朗于2005年11月28日加入。
2020年7月10日宣布，保加利亚列弗（自2007年1月1日起为欧盟成员）与克罗地亚库纳（自2013年7月1日起为欧盟成员）被纳入ERM II。
除保加利亚外，其余国家均已加入欧元区，并退出ERM II：斯洛文尼亚（2007年1月1日）、塞浦路斯（2008年1月1日）、马耳他（2008年1月1日）、斯洛伐克（2009年1月1日）、爱沙尼亚（2011年1月1日）、拉脱维亚（2014年1月1日）、立陶宛（2015年1月1日）、克罗地亚（2023年1月1日）。

### 当前状态
截至2025年1月，仍有两种货币参与ERM II，分别是丹麦克朗和保加利亚列弗。尚未参与的货币包括瑞典克朗、2004年5月1日加入欧盟的三大成员国货币：波兰兹罗提、捷克克朗和匈牙利福林，以及2007年1月1日加入欧盟的罗马尼亚列伊，根据入盟条约规定，这些国家均需未来加入ERM II。
瑞典曾通过2003年瑞典欧元公投决定暂不加入ERM II，尽管欧洲中央银行认为瑞典应履行加入义务，因为与丹麦不同，瑞典并未享有官方的“退出选项”（opt-out）。根据《马斯特里赫特收敛标准》，欧盟成员国需先加入ERM II，作为加入欧元区的前提之一。

### 汇率波动区间
理论上，ERM II内大部分货币允许相对中心汇率在±15%区间内波动。但实际上，丹麦克朗的实际波动幅度极小。
| 加入日期      | 国家     | 货币                | €1 兑换 | 波动区间 | 波动区间 | 备注                                                                                             |
| 加入日期      | 国家     | 货币                | €1 兑换 | 法定区间 | 实际区间 | 备注                                                                                             |
| ------------- | -------- | ------------------- | ------- | -------- | -------- | ------------------------------------------------------------------------------------------------ |
| 1999年1月1日  | 丹麦     | 丹麦克朗（kr.）     | 7.46038 | ±2.25%   | <1%      | 丹麦克朗自1999年欧元诞生起即参与ERM II。详见丹麦与欧元。                                         |
| 2020年7月10日 | 保加利亚 | 保加利亚列弗（лв.） | 1.95583 | ±15%     | 0%       | 保加利亚列弗自1997年起实行货币局制度，长期与德国马克，后与欧元固定汇率挂钩。详见保加利亚与欧元。 |

#### 历史参考
已退出ERM II的货币包括：希腊德拉克马、斯洛文尼亚托拉尔、塞浦路斯镑、爱沙尼亚克朗、马耳他里拉、斯洛伐克克朗、拉脱维亚拉特、立陶宛立特以及克罗地亚库纳。
| 时期                            | 国家                  | 货币             | €1 兑换         | 波动区间 | 波动区间   | 备注                                                            |
| 时期                            | 国家                  | 货币             | €1 兑换         | 法定区间 | 实际区间   | 备注                                                            |
| ------------------------------- | --------------------- | ---------------- | --------------- | -------- | ---------- | --------------------------------------------------------------- |
| 1999年1月1日 – 2000年1月16日    | 希腊                  | 德拉克马（₯）    | 353.109         | ±15%     | 不详       |                                                                 |
| 2000年1月17日 – 2000年12月31日  | 同上                  | 同上             | 340.75          | ±15%     | 不详       |                                                                 |
| 2004年6月28日 – 2006年12月31日  | 斯洛維尼亞 斯洛文尼亚 | 托拉尔（SIT）    | 239.64          | ±15%     | 0.16%      |                                                                 |
| 2005年5月2日 – 2007年12月7日    | 賽普勒斯 塞浦路斯     | 塞浦路斯镑（C£） | 0.585274        | ±15%     | 2.1%       |                                                                 |
| 2007年12月7日 – 2007年12月31日  | 同上                  | 同上             | 同上            | ±15%     | 0%         |                                                                 |
| 2005年5月2日 – 2007年12月31日   | 馬爾他 马耳他         | 马耳他里拉（Lm） | 0.4293          | ±15%     | 0%         | 加入ERM II后即与欧元钉住，除2005年5月2日与2005年8月15日两天外。 |
| 2005年11月28日 – 2008年12月31日 | 斯洛伐克              | 克朗（Sk）       | 38.455 → 30.126 | ±15%     | 12% → 1.9% | 2007年、2008年多次调整中心汇率，最终稳定于1.9%波动幅度内。      |
| 2004年6月28日 – 2010年12月31日  | 爱沙尼亚              | 克朗（EEK）      | 15.6466         | ±15%     | 0%         | 1992年起钉住德国马克，后钉住欧元。                              |
| 2005年5月2日 – 2013年12月31日   | 拉脫維亞 拉脱维亚     | 拉特（Ls）       | 0.7028          | ±15%     | 1%         | 拉脱维亚采用货币局制度，汇率锚定欧元。                          |
| 2004年6月28日 – 2014年12月31日  | 立陶宛                | 立特（Lt）       | 3.4528          | ±15%     | 0%         | 2002年前钉住美元，2002年起钉住欧元。                            |
| 2020年7月10日 – 2022年12月31日  | 克罗地亚              | 库纳（kn）       | 7.53450         | ±15%     | 0%         |                                                                 |